# Frederico João Hardt
Frederico João Hardt (7 de maio de 1954), mais conhecido como Lico Hardt, é um empresário e político brasileiro.

## Biografia
É tio de Gabriela Hardt, que é juíza federal substituta da 13.ª Vara Federal de Curitiba. Foi prefeito de Indaial entre 1993 e 1996, pelo PMDB. Seu vice foi Rogério Theiss, do PSDB.
Em 1988, filiado ao PMDB, foi derrotado para a prefeitura da cidade por Victor Petters, por 8.733 a 7.806 votos.
Foi Eleito em 1992.